# Turó del Calvari
El Turó del Calvari és una muntanya de 944 metres que es troba al municipi de Ripoll, a la comarca catalana del Ripollès.